# 祖国同盟
祖国同盟（Tėvynės sąjunga、略称：TS）は、リトアニアの保守政党。一般には中道右派とされる。党首はガブリエリュス・ランズベルギス。
2008年5月17日にリトアニア・キリスト教民主派 (LKD) と合併し、正式名称が祖国同盟＝リトアニア・キリスト教民主派（Tėvynės sąjunga - Lietuvos krikščionys demokratai、略称: TS-LKD）となっている。党のテーマカラーは青と緑。国際民主同盟、欧州人民党に参加している。

## 沿革
1993年5月、サーユーディス右派によって設立された。結党時の正式名称は祖国同盟（リトアニア保守派）（Tėvynės sąjunga (Lietuvos konservatoriai)、略称: TS(LK)）。
その後2003年にリトアニア右派連合と合併。2004年にリトアニア政治犯・被追放者連合と合併。2008年3月11日、リトアニア人民族主義連合と合併。同年5月17日にリトアニア・キリスト教民主派 (LKD) と合併し、党の正式名称は祖国同盟＝リトアニア・キリスト教民主派となった。2025年現在、リトアニア社会民主党に次ぐ党員数を有する（約11,000人）。

## 歴代党首
歴代党首は以下のとおり。
- 1993–2003年： ヴィータウタス・ランズベルギス
- 2003–2015年： アンドリュス・クビリュス
- 2015–2024年： ガブリエリュス・ランズベルギス
- 2025年–： ラウリーナス・カスチューナス

## 選挙の結果

### リトアニア議会選挙
1996年のリトアニア議会選挙では、40%の得票率で70議席を獲得。しかし、2000年の選挙では得票率8.6%とふるわず9議席にとどまった。その後、2004年の選挙では得票率14.6%で25議席を獲得。そして次の2008年リトアニア議会選挙で44議席を獲得（得票率：19.7%）し、与党の社会民主党を破り第1党となった。
2012年の選挙では得票率15.08%で33議席を獲得。

### 欧州議会選挙
欧州議会議員選挙に関しては、欧州連合加盟に伴い実施された2004年の欧州議会議員選挙で2議席を獲得（得票率：12.6%）。その後2009年の選挙では4議席（得票率：26.2%）、2014年の選挙では2議席（得票率：17.43%）を獲得している。

### 地方議会選挙
- 1995年リトアニア地方議会選挙 - 全国で計428議席を獲得。[1]
- 1997年リトアニア地方議会選挙 - 全国で計493議席を獲得。[1]
- 2000年リトアニア地方議会選挙 - 全国で計199議席を獲得。[1]
- 2002年リトアニア地方議会選挙 - 全国で計193議席を獲得。[1]
- 2007年リトアニア地方議会選挙 - 全国で計256議席を獲得。[1]
- 2011年リトアニア地方議会選挙 - 全国で計249議席を獲得。[1]
- 2015年リトアニア地方議会選挙 - 全国で計253議席を獲得（うち11議席は自治体長）。[1]
- 2019年リトアニア地方議会選挙 - 全国で計274議席を獲得（うち11議席は自治体長）。[1]